# Convecção difusiva dupla
Convecção difusiva dupla ou convecção por dupla difusão é um importante tópico em dinâmica dos fluidos que descreve uma forma de convecção conduzida por dois gradientes de densidade diferentes os quais tem taxas diferentes de difusão.
Convecção em fluidos é conduzida por variação de densidade em seu interior. Estas variações de densidade podem ser causada por gradientes na composição do fluido, ou por diferenças na temperatura (através da expansão térmica). Gradientes térmicos e composicionais podem frequentemente difundir-se com o tempo, reduzindo sua capacidade em conduzir a convecção, e requerendo que gradiente em outras regiões do fluxo existam de maneira à convecção continuar. Um exemplo comum de convecção difusiva dupla é na oceanografia, onde calor e concentrações de sais existem com gradientes diferentes e difuundem-se diferentes taxas. Um exemplo que afeta ambas estas variáveis é a introdução de água fria de um iceberg.